# Ava (prénom)
Pour les articles homonymes, voir Ava.
Ava est un prénom féminin, fêté le 29 avril.
Il est porté notamment par :
- Ava Gardner (1922-1990), actrice américaine
- Ava von Göttweig (1060-1127), première poétesse allemande (abbaye de Göttweig)